# اینانلو
اینانلو ایلی ترک زبان در فلات ایران می‌باشد. اعضای ایل اینانلو در مناطق آذربایجان، اردبیل، فارس، چهارمحال و بختیاری، قزوین و خوزستان  زندگی می‌کنند. ایل اینانلو در فارس یکی از ایلات تشکیل‌دهنده اتحادیه ایلی خمسه است.

نام های دیگر این ایل، آیناللو، ایناللو، ایمانلو و اینالو است.

کلمه‌ی ایناللو از نام ابراهیم اینال، فرمانده و فرمانروای سلجوقی، به وجود آمده است. برخی از محققان از جمله مینورسکی معتقدند که اینانلوها از نسل ابراهیم اینال هستند.

## دین و زبان
اینانلوها مسلمان و شیعه دوازده امامی می‌باشند.

ایل اینانلو آذربایجانی است و زبان این ایل، گویشی از زبان آذربایجانی می‌باشد. نام این ایل در زبان آذربایجانی، اینانله است.

## طوایف
این ایل دارای ۳۱ طایفه می‌باشد که اسامی آن‌ها عبارتند از:
- ابیوردی
- قورت لركی (قورت ایلرکی)[۳][۴][۵][۶]
- چلاقلو
- اسلاملو
- افشار اوشاغی
- امیرحاجی لو
- ایران‌شاهی
- اینانلومرانلو
- رحمانی‌اینانلو
- بلاغی
- بیات
- چهارده چریک
- چایان
- رادبگلو
- دهو
- دیندارلو
- بیگ اینانلو
- بیگی ئیلانلو
- زرندقلی
- سُرکلو
- سکز
- قورت
- قره‌قره
- چغی‌لو
- کرائی
- گوک‌پر
- جرغه (حسین آبادجرغه)
- زنگنه
- قزلباش (غلباش)
- شاهوردی
- قرآنلو

## یادداشت
۱. نام‌های دیگر طایفهٔ قورت لركی، قورت ایلرکی، قورد لرکی، ایلرکی، قورد ایلرکی و لرکی است.